# Porotica astragalis
Porotica astragalis är en fjärilsart som beskrevs av Edward Meyrick 1913. Porotica astragalis ingår i släktet Porotica och familjen säckmalar. Inga underarter finns listade i Catalogue of Life.